# Gaius Plinius Secundus
Gaius Plinius Secundus (23 - 25/8/79 CN), được biết đến nhiều hơn với tên Pliny cha, Pliny cậu, Pliny già, Pliny lớn (/ˈplɪni/), là một tác giả, nhà tự nhiên học, và triết học tự nhiên La Mã, cũng như các chỉ huy hải quân và quân đội của Đế chế La Mã giai đoạn đầu, và bạn riêng của hoàng đế Vespasian.
Ông đã giành phần lớn thời gian rảnh rỗi của mình nghiên cứu, viết hoặc điều tra các hiện tượng tự nhiên và địa lý trong lĩnh vực này, ông đã viết một tác phẩm bách khoa, Naturalis Historia ("Lịch sử tự nhiên"), mà đã trở thành một mô hình cho tất cả các bách khoa toàn thư khác. Pliny Trẻ, cháu trai gọi cậu của ông, viết về ông trong một bức thư gửi cho sử gia Tacitus.